# Ohmdenosaurus
Ohmdenosaurus ("Ještěr z Ohmdenu") byl rod velmi malého, jen asi 4 metry dlouhého sauropodního dinosaura, pravděpodobně spadajícího do čeledi Vulcanodontidae. Žil v období spodní jury (geologický věk toark, asi před 183 až 175 miliony let) na území dnešního Německa.

## Nálezy
Z tohoto druhu je známo pouze několik fragmentárních kostí končetin (tibia, tarsus). Stehenní kost by v kompletním stavu měřila asi 70 cm, kost holenní měřila 40,5 cm.
Typový druh O. liasicus byl popsán R. Wildem v roce 1978.